# أرييل جايلز
أرييل جايلز (بالإسبانية: Ariel Giles)‏ هو لاعب كرة قدم أرجنتيني، ولد في 20 مارس 1978.